# Helmut Neddermeyer
Helmut Neddermeyer (* 19. Juli 1938 in Hannover) ist ein niedersächsischer Politiker (GRÜNE) und ehemaliges Mitglied des Niedersächsischen Landtages.

## Werdegang
Neddermeyer legte 1959 sein Abitur an der Leibnizschule in Hannover ab und begann im Anschluss sein Studium der Geschichte und Germanistik in Freiburg, Tübingen und München. Sein Staatsexamen legte er in Hamburg ab und begann seine Lehrerausbildung am Studienseminar in Celle. Seit 1968 war er am Gymnasium in Großburgwedel tätig. Von 1973 bis 1976 arbeitete er an der deutschen Schule Colegio Humboldt in Lima/Peru. Von 1979 bis 1992 war er als Lehrer an der Gesamtschule in Langenhagen beschäftigt. 
Seit 1976 ist er Mitglied der Ökumenischen Initiative „Eine Welt“ und der Gewerkschaft Erziehung und Wissenschaft. 1977 wurde er zum Mitbegründer der Grünen Liste Umweltschutz Niedersachsen und war von 1977 bis 1979 Kreisvorsitzender für den Kreis Hannover-Land. Im Jahr 1979 wurde er in den Bundesvorstand der GRÜNEN gewählt. Von Januar bis März 1980 war er kommissarischer Vorstand der Bundespartei DIE GRÜNEN. Zwischen 1981 und 1982 war Neddermeyer Landesvorstand der Partei. Er ist außerdem Mitglied des Ökofonds Niedersachsen.
In der zehnten Wahlperiode wurde er zum Mitglied des Niedersächsischen Landtages vom 21. Juni 1982 bis 5. Juni 1985 gewählt. Er war hier Vorsitzender der Landtagsfraktion DIE GRÜNEN vom 20. Juni 1983 bis 30. September 1984.